# Xã Smith, Quận Greene, Indiana
Xã Smith (tiếng Anh: Smith Township) là một xã thuộc quận Greene, tiểu bang Indiana, Hoa Kỳ. Năm 2010, dân số của xã này là 383 người.